# Навес у Алебастрового Завода
Навес у Алебастрового Завода — археологический памятник в Эльбрусском районе Кабардино-Балкарии. Здесь обнаружены уникальные для всего Северного Кавказа остатки неолитической стоянки, которая датируются от  8,2 тысячи лет назад до 7,5−6,7 тысячи лет назад  или 5,7–4,8 тыс. л. до н. э..

## Местоположение
Навес у Алебастрового завода расположен на 60-метровой террасе левого берега р. Баксан. Навес расположен на окраине села Бедык Эльбрусского района Кабардино-Балкарии.
В современном состоянии навес представляет собой несильно нависающую скалу, которая примыкает к террасе.

## История изучения
Навес у Алебастрового Завода расположен также в долине р. Баксан, на 60-метровой террасе левого берега.  Стоянка была открыта в 1955 г. С.Н. Замятниным и П.Г. Акритас, в 1957 гг. раскопки на площади 60 кв. м выявили два слоя, которые были датированы мезолитом. На этом информация о стоянке в навесе у Алебастрового завода ограничивалась.
В 2019 г. Л.В. Головановой был поставлен небольшой шурф на участке, перекрытом отвалом раскопок 1950х гг. В результате в шурфе были выявлены ненарушенные культурные отложения мощностью до 2.3 м. С 2021 г. под руководством Л.В. Головановой ведутся археологические раскопки и междисциплинарные исследования этого памятника. Впервые для памятника получены серийные абсолютные даты, данные по палеоэкологии и палеогеографии. Впервые на Северном Кавказе здесь установлено существование нескольких неолитических стоянок позднего керамического неолита, с датировками 7-8 тысяч лет назад.

## Результаты исследований
Результаты исследований показали, что в разрезе этого многослойного памятника представлена уникальная для Центрального Кавказа последовательность культурных слоев от эпипалеолита – неолита  и до позднего средневековья. Самый ранний этап заселения стоянки связан с периодом эпипалеолита (слой 7) и датируется ок. 9.5 тысяч лет назад. Период формирования слоя 7, по мнению исследователей памятника, может соответствовать переславскому похолоданию (10-9 тыс.л.н.). Из этого слоя происходит коллекция кремневых и обсидиановых изделий, которая включает как орудия, так и предметы первичного расщепления. Среди орудий выделены скребки, пластины и пластинки с ретушью, геометрические микролиты.
Впервые в результате последних исследований, проведенных под руководством Л.В. Головановой, здесь установлено не только наиболее раннее появление керамического неолита на Северном Кавказе, но также прослеживается изменение неолитической культуры на протяжении времени. Материалы слоя 6В и 6/7 свидетельствуют о наиболее раннем появлении керамического неолита на Северном Кавказе, а также дают возможность изучения  развития неолитической культуры этого региона на протяжении около 1000–1500 лет. Неолитические слои стоянки в навесе у Алебастрового завода обнаруживают аналогии в одновременных неолитических культурах как на Южном Кавказе, так и в северном направлении – на юге Русской равнины .
В вышележащем слое 6А обнаружены фрагменты каменных браслетов. Они находят аналогии в культурно-хронологическом горизонте, в который входят энеолитические поселения Свободное, Скала, Хутор Веселый, Мешоко на Северо-Западном Кавказе, а ближайшие аналогии известны  на поселении Замок  и в Нальчикском могильнике на Северо-Центральном Кавказе. В слое 5 обнаружена керамика куро-аракской культуры. В слое 4 найдена керамика хазарского времени. Верхние слои 1–3 могут на основании анализа керамики и датировок могут относиться к позднему средневековью .

## Примечание
1. 1 2 3  Голованова Л.В., Дороничев В.Б., Резепкин А.Д., Дороничева Е.В., Паламарчук Р.С. От эпипалеолита до средневековья. Предварительные результаты изучения «Навеса у Алебастрового завода» в Приэльбрусье (Rus.) // Поволжская Археология : журнал. — 2023. — Т. 45, № 3. — С. 46-69. Архивировано 3 марта 2024 года.
2. ↑  Дороничева Е.В., Голованова Л.В., Дороничев В.Б., Недомолкин А.Г., Несмеянов С.А., Воейкова О.А., Ревина Е.И., Поплевко Г.Н., Спасовский Ю.Н., Иванов В.В., Волков М.А., Трегуб Т.Ф., Широбоков И.Г., Цельмович В.А., Мурый А.А. Эпипалеолит Приэльбрусья (результаты междисциплинарных исследований 2017-2022 гг.). (неопр.). — СПб.: Рипол Классик, 2022. — С. 24. — 462 с. — ISBN 978-5-386-14833-1.
3. ↑  Пресс-служба РНФ (17 октября 2023). Раскопки в КБР помогли установить даты начала неолита на Северном Кавказе. ТАСС наука. Архивировано 3 марта 2024. Дата обращения: 3 марта 2024.